# Rivière Gaspereau
Pour l’article homonyme, voir Gaspareau.
La rivière Gaspereau est un cours d'eau qui coule dans la province maritime de la Nouvelle-Écosse.

## Géographie
La rivière Gaspereau prend sa source depuis le lac Gaspereau et s'écoule vers la baie de Fundy par le biais du bassin des Mines. Elle traverse le comté de Kings dans un axe approximativement sud-ouest/nord-est. Elle traverse la localité de Gaspereau, puis longe le site archéologique de l'établissement Melanson avant de s'écouler au Sud de Grand-Pré juste avant son embouchure sur la mer.

## Historique
La rivière fut dénommée rivière Gaspereau ou Gasparot par les pêcheurs acadiens dès le XVIIe siècle à l'époque du peuplement de l'Acadie, en raison de l'abondance du poisson gaspareau que les Amérindiens de la Nation des Micmacs pêchaient en ce lieu. 

## Économie
Le vignoble couvre une grande partie de la vallée de la Gaspereau jusqu'à Grand-Pré. On y produit du vin blanc, tel que "L'Acadie blanc" et du vin rouge, tel que "'Maréchal Foch'". La vigne pousse à l'état naturel depuis des siècles dans cette région des provinces maritimes, vers l'an 1000, les Vikings, conduit par Leif Erikson avaient déjà dénommés cette contrée le Vinland.